# ランニリス
ランニリス （Lannilis、ブルトン語:Lanniliz）は、フランス、ブルターニュ地域圏、フィニステール県のコミューン。ブレストから約25km離れた県北岸にあり、大西洋に向かって流れる南東のブノワ入江と北東のヴラク入江とに挟まれた半島状の土地に位置している。

## 交通
- 陸路 - ランニリスには4本の県道が通じている。北のプルゲルノーに通じるD113、西のランデダに通じるD128、レスネヴァンとトレグロヌをつなぐD28、プルゲルノーとブレストをつなぐD13である。

## 由来
Lannilisとは、2つのブルトン語の要素から成り立っている名詞である。
- Lann - 5世紀から7世紀、ブリトン人のアルモリカ移住に起源がさかのぼるケルト語由来の言葉で、聖なる場所、（隠者の）庵、修道院、また教会を意味している。
- Iliz - 教会を意味している。ラテン語ではLanna Ecclesiaeと翻訳された

Lannilisは聖なる場所、または教会の礼拝堂、あるいは教会の境界線に近接した場所を意味するものとされた。
ランニリスはかつてプルディネール教区に属し、15世紀に単独でランニリス教区となった。

## 歴史
コミューン名のランニリスとは、同名の教区に由来する。15世紀に、現在のランデダやブルエヌーをも含んでいたプルディネール教区が分割されて生まれた。ランニリスは、古いプルディネール教区の小郡庁所在地に相当した。ランデダ（1829年にブルエヌーを吸収）とのコミューンの境界線が確定するのは、1842年である。
聖人列伝で1019年に書かれた『聖グエヌウの生涯』によれば、ランニリスと呼ばれる土地の成立は聖テュドジリュ（Tudogilus）に遡る。他の数人の創建者の父として、この聖人はその特徴を記された。ブリテン島からやってくると、聖テュドジリュはプルディネールにあるLothonouまたはLothuznouという場所にまず庵を建てた。
ランニリス教区は、レオン司教座・ケメネ＝ティリ助祭管区に属し、聖ピエール（ペトロ）と聖ポールの名のもとにあった。
ケルアール家はランニリスと地方の歴史に名を残している。第七回十字軍に参加した者、ローマ教皇の警護兵となって戦った者など、この家系の幾人かは歴史に名を残している。
1794年3月、ランニリスの元首長、フランソワ・マリー・デニエルは、ジロンド派であったことを理由にブレストでギロチン刑にされた。彼と同時に25人のフィニステール県の行政の長が処刑された（fr）。
1944年8月、レジスタンス集団がケルバビュ集落に駐屯していたドイツ軍を襲撃し、多大な損失を加えられた。10人のレジスタンスは攻撃中に死に、2人は処刑された。

## ブルトン語
2008年、ランニリス議会はブルトン語の日常使用を促進するYa d'ar brezhoneg憲章の批准を可決した。2007年の新学期時点で、コミューンの児童の34.2%が二言語学校に在籍していた。

## 人口統計
| 1962年 | 1968年 | 1975年 | 1982年 | 1990年 | 1999年 | 2006年 | 2010年 |
| ------ | ------ | ------ | ------ | ------ | ------ | ------ | ------ |
| 3612   | 3556   | 3686   | 3939   | 4272   | 4473   | 4948   | 5293   |

参照元:1999年までEHESS、2000年以降INSEE

## 友好都市
- ラプトロワ、フランス